# 2016–2017-es UEFA-bajnokok ligája (csoportkör)
A 2016–2017-es UEFA-bajnokok ligája csoportkörének mérkőzéseit 2016. szeptember 13. és december 7. között játszották le.

## Résztvevők
A címvédő, az 1–3.-ig rangsorolt nemzeti labdarúgó-bajnokságok dobogós csapatai, a 4–6.-ig rangsorolt nemzeti labdarúgó-bajnokságok bajnok és ezüstérmes csapatai, valamint a 7–12.-ig rangsorolt nemzeti labdarúgó-bajnokságok bajnokcsapatai a csoportkörben csatlakoznak a bajnokcsapatok rájátszásának, illetve a bajnoki helyezés alapján részt vevő csapatok rájátszásának öt-öt továbbjutójához.

## Fordulók és időpontok
| Forduló        | Sorsolás                     | Játéknapok              |
| -------------- | ---------------------------- | ----------------------- |
| 1. mérkőzésnap | 2016. augusztus 25. (Monaco) | 2016. szeptember 13–14. |
| 2. mérkőzésnap | 2016. augusztus 25. (Monaco) | 2016. szeptember 27–28. |
| 3. mérkőzésnap | 2016. augusztus 25. (Monaco) | 2016. október 18–19.    |
| 4. mérkőzésnap | 2016. augusztus 25. (Monaco) | 2016. november 1–2.     |
| 5. mérkőzésnap | 2016. augusztus 25. (Monaco) | 2016. november 22–23.   |
| 6. mérkőzésnap | 2016. augusztus 25. (Monaco) | 2016. december 6–7.     |

## Sorsolás
A csoportkörben nyolc egyaránt négycsapatos csoportot képeztek. A csoportokban a csapatok körmérkőzéses, oda-visszavágós rendszerben mérkőztek meg egymással. A csoportok első két helyen záró csapat az egyenes kieséses szakaszba jutott, a harmadik helyezettek a 2016–2017-es Európa-liga egyenes kieséses szakaszában folytatták, míg az utolsó helyezettek kiestek.
Az 1. kalapba a címvédő és a rangsor szerinti 1–7. ország bajnokcsapata került. A többi csapatot az együtthatójuk szerint rendezték sorba. A sorsolást 2016. augusztus 25-én tartották Monacóban.
| Csapat              | Együttható | Kalap |
| ------------------- | ---------- | ----- |
| Real MadridCV       | 176,142    | 1     |
| FC Barcelona        | 159,142    | 1     |
| Leicester City      | 15,256     | 1     |
| Bayern München      | 163,035    | 1     |
| Juventus            | 107,087    | 1     |
| Benfica             | 116,616    | 1     |
| Paris Saint-Germain | 112,549    | 1     |
| CSZKA Moszkva       | 48,716     | 1     |
| Atlético de Madrid  | 144,142    | 2     |
| Borussia Dortmund   | 110,035    | 2     |
| Arsenal             | 105,256    | 2     |
| Manchester City     | 99,256     | 2     |
| Sevilla FC          | 95,642     | 2     |
| FC Porto            | 92,616     | 2     |
| SSC Napoli          | 90,087     | 2     |
| Bayer Leverkusen    | 89,035     | 2     |

| Csapat                   | Együttható | Kalap |
| ------------------------ | ---------- | ----- |
| FC Basel                 | 87,755     | 3     |
| Tottenham Hotspur        | 74,256     | 3     |
| Dinamo Kijiv             | 65,976     | 3     |
| Olympique Lyonnais       | 63,049     | 3     |
| PSV Eindhoven            | 57,112     | 3     |
| Sporting CP              | 51,616     | 3     |
| Club Brugge              | 43,000     | 3     |
| Borussia Mönchengladbach | 42,035     | 3     |
| Celtic                   | 40,460     | 4     |
| AS Monaco                | 36,549     | 4     |
| Beşiktaş JK              | 34,920     | 4     |
| Legia Warszawa           | 28,000     | 4     |
| Dinamo Zagreb            | 25,775     | 4     |
| Ludogorec Razgrad        | 25,625     | 4     |
| FC København             | 24,720     | 4     |
| FK Rosztov               | 11,716     | 4     |

## Csoportok

### Sorrend meghatározása
Az UEFA versenyszabályzata alapján, ha két vagy több csapat a csoportmérkőzések után azonos pontszámmal állt, az alábbiak alapján kellett meghatározni a sorrendet:
1. az azonosan álló csapatok mérkőzésein szerzett több pont
2. az azonosan álló csapatok mérkőzésein elért jobb gólkülönbség
3. az azonosan álló csapatok mérkőzésein szerzett több gól
4. az azonosan álló csapatok mérkőzésein idegenben szerzett több gól
5. az összes mérkőzésen elért jobb gólkülönbség
6. az összes mérkőzésen szerzett több gól
7. az azonosan álló csapatok és nemzeti szövetségük jobb UEFA-együtthatója az elmúlt öt évben

Minden időpont közép-európai idő/közép-európai nyári idő szerint van feltüntetve.

### A csoport
| Hely. | Csapat              | M | Gy | D | V | G+ | G– | Gk  | P  | Továbbjutás                             |
| ----- | ------------------- | - | -- | - | - | -- | -- | --- | -- | --------------------------------------- |
| 1.    | Arsenal             | 6 | 4  | 2 | 0 | 18 | 6  | +12 | 14 | Továbbjut az egyenes kieséses szakaszba |
| 2.    | Paris Saint-Germain | 6 | 3  | 3 | 0 | 13 | 7  | +6  | 12 | Továbbjut az egyenes kieséses szakaszba |
| 3.    | Ludogorec Razgrad   | 6 | 0  | 3 | 3 | 6  | 15 | −9  | 3  | Átkerül az Európa-ligába                |
| 4.    | FC Basel            | 6 | 0  | 2 | 4 | 3  | 12 | −9  | 2  |                                         |

| 2016. szeptember 13. 20:45 |

| Paris Saint-Germain | 1–1               | Arsenal     |
| ------------------- | ----------------- | ----------- |
| Cavani 1'           | (1–0) Jegyzőkönyv | Sánchez 78' |

| Parc des Princes, Párizs Játékvezető: Kassai Viktor (magyar) |

| 2016. szeptember 13. 20:45 |

| FC Basel    | 1–1               | Ludogorec Razgrad |
| ----------- | ----------------- | ----------------- |
| Steffen 79' | (0–1) Jegyzőkönyv | Cafu 45'          |

| St. Jakob-Park, Bázel Játékvezető: Alekszej Kulbakov (fehérorosz) |

| 2016. szeptember 28. 20:45 |

| Ludogorec Razgrad | 1–3               | Paris Saint-Germain        |
| ----------------- | ----------------- | -------------------------- |
| Natanael 16'      | (1–1) Jegyzőkönyv | Matuidi 41' Cavani 56' 60' |

| Ludogorets Arena, Razgrad Játékvezető: Pavel Královec (cseh) |

| 2016. szeptember 28. 20:45 |

| Arsenal        | 2–0               | FC Basel |
| -------------- | ----------------- | -------- |
| Walcott 7' 26' | (2–0) Jegyzőkönyv |          |

| Emirates Stadion, London Játékvezető: Danny Makkelie (holland) |

| 2016. október 19. 20:45 |

| Arsenal                                                         | 6–0               | Ludogorec Razgrad |
| --------------------------------------------------------------- | ----------------- | ----------------- |
| Sánchez 13' Walcott 42' Oxlade-Chamberlain 47' Özil 56' 83' 87' | (2–0) Jegyzőkönyv |                   |

| Emirates Stadion, London Játékvezető: Artur Dias (portugál) |

| 2016. október 19. 20:45 |

| Paris Saint-Germain                            | 3–0               | FC Basel |
| ---------------------------------------------- | ----------------- | -------- |
| Di María 40' Lucas 62' Cavani 90+3' (11-esből) | (1–0) Jegyzőkönyv |          |

| Parc des Princes, Párizs Játékvezető: Deniz Aytekin (német) |

| 2016. november 1. 20:45 |

| Ludogorec Razgrad   | 2–3               | Arsenal                       |
| ------------------- | ----------------- | ----------------------------- |
| Cafú 12' Keșerü 15' | (2–2) Jegyzőkönyv | Xhaka 20' Giroud 42' Özil 88' |

| Ludogorets Arena, Razgrad Játékvezető: Bas Nijhuis (holland) |

| 2016. november 1. 20:45 |

| FC Basel  | 1–2               | Paris Saint-Germain     |
| --------- | ----------------- | ----------------------- |
| Zuffi 76' | (0–1) Jegyzőkönyv | Matuidi 43' Meunier 90' |

| St. Jakob-Park, Bázel Játékvezető: Ovidiu Hațegan (román) |

| 2016. november 23. 20:45 |

| Arsenal                           | 2–2               | Paris Saint-Germain          |
| --------------------------------- | ----------------- | ---------------------------- |
| Giroud 45+1' Verratti 60' (öngól) | (1–1) Jegyzőkönyv | Cavani 18' Iwobi 77' (öngól) |

| Emirates Stadion, London Játékvezető: Felix Brych (német) |

| 2016. november 23. 20:45 |

| Ludogorec Razgrad | 0–0         | FC Basel |
| ----------------- | ----------- | -------- |
|                   | Jegyzőkönyv |          |

| Ludogorets Arena, Razgrad Játékvezető: Martin Atkinson (angol) |

| 2016. december 6. 20:45 |

| Paris Saint-Germain       | 2–2               | Ludogorec Razgrad          |
| ------------------------- | ----------------- | -------------------------- |
| Cavani 61' Di María 90+2' | (0–1) Jegyzőkönyv | Misidjan 15' Wanderson 69' |

| Parc des Princes, Párizs Játékvezető: Anasztásziosz Szidirópulosz (görög) |

| 2016. december 6. 20:45 |

| FC Basel    | 1–4               | Arsenal                    |
| ----------- | ----------------- | -------------------------- |
| Doumbia 78' | (0–2) Jegyzőkönyv | Pérez 8' 16' 47' Iwobi 53' |

| St. Jakob-Park, Bázel Játékvezető: Manuel De Sousa (portugál) |

### B csoport
| Hely. | Csapat       | M | Gy | D | V | G+ | G– | Gk | P  | Továbbjutás                             |
| ----- | ------------ | - | -- | - | - | -- | -- | -- | -- | --------------------------------------- |
| 1.    | SSC Napoli   | 6 | 3  | 2 | 1 | 11 | 8  | +3 | 11 | Továbbjut az egyenes kieséses szakaszba |
| 2.    | Benfica      | 6 | 2  | 2 | 2 | 10 | 10 | 0  | 8  | Továbbjut az egyenes kieséses szakaszba |
| 3.    | Beşiktaş JK  | 6 | 1  | 4 | 1 | 9  | 14 | −5 | 7  | Átkerül az Európa-ligába                |
| 4.    | Dinamo Kijiv | 6 | 1  | 2 | 3 | 8  | 6  | +2 | 5  |                                         |

| 2016. szeptember 13. 20:45 |

| Dinamo Kijiv | 1–2               | SSC Napoli      |
| ------------ | ----------------- | --------------- |
| Harmas 26'   | (1–2) Jegyzőkönyv | Milik 36' 45+2' |

| Olimpiyskiy National Sports Complex, Kijev Játékvezető: William Collum (skót) |

| 2016. szeptember 13. 20:45 |

| Benfica   | 1–1               | Beşiktaş JK   |
| --------- | ----------------- | ------------- |
| Cervi 12' | (1–0) Jegyzőkönyv | Talisca 90+3' |

| Estádio da Luz, Lisszabon Játékvezető: Milorad Mažić (szerb) |

| 2016. szeptember 28. 20:45 |

| Beşiktaş JK  | 1–1               | Dinamo Kijiv  |
| ------------ | ----------------- | ------------- |
| Quaresma 29' | (1–0) Jegyzőkönyv | Csihankov 65' |

| Vodafone Arena, Isztambul Játékvezető: Felix Zwayer (német) |

| 2016. szeptember 28. 20:45 |

| SSC Napoli                                      | 4–2               | Benfica               |
| ----------------------------------------------- | ----------------- | --------------------- |
| Hamšík 20' Mertens 51' 58' Milik 54' (11-esből) | (1–0) Jegyzőkönyv | Guedes 70' Salvio 86' |

| San Paolo stadion, Nápoly Játékvezető: Felix Brych (német) |

| 2016. október 19. 20:45 |

| SSC Napoli                            | 2–3               | Beşiktaş JK                   |
| ------------------------------------- | ----------------- | ----------------------------- |
| Mertens 30' Gabbiadini 69' (11-esből) | (1–2) Jegyzőkönyv | Adriano 12' Aboubakar 38' 86' |

| San Paolo stadion, Nápoly Játékvezető: Szergej Karaszjov (orosz) |

| 2016. október 19. 20:45 |

| Dinamo Kijiv | 0–2               | Benfica                        |
| ------------ | ----------------- | ------------------------------ |
|              | (0–1) Jegyzőkönyv | Salvio 9' (11-esből) Cervi 55' |

| Játékvezető: David Fernández Borbalán (spanyol) |

| 2016. november 1. 20:45 |

| Beşiktaş JK             | 1–1               | SSC Napoli |
| ----------------------- | ----------------- | ---------- |
| Quaresma 79' (11-esből) | (0–0) Jegyzőkönyv | Hamšík 82' |

| Vodafone Arena, Isztambul Játékvezető: Mark Clattenburg (angol) |

| 2016. november 1. 20:45 |

| Benfica                 | 1–0               | Dinamo Kijiv |
| ----------------------- | ----------------- | ------------ |
| Salvio 45+2' (11-esből) | (1–0) Jegyzőkönyv |              |

| Estádio da Luz, Lisszabon Játékvezető: Clément Turpin (francia) |

| 2016. november 23. 20:45 |

| SSC Napoli | 0–0         | Dinamo Kijiv |
| ---------- | ----------- | ------------ |
|            | Jegyzőkönyv |              |

| San Paolo stadion, Nápoly Játékvezető: Ovidiu Hațegan (román) |

| 2016. november 23. 20:45 |

| Beşiktaş JK                                     | 3–3               | Benfica                         |
| ----------------------------------------------- | ----------------- | ------------------------------- |
| Tosun 58' Quaresma 83' (11-esből) Aboubakar 89' | (0–3) Jegyzőkönyv | Guedes 10' Semedo 25' Fejsa 31' |

| Vodafone Arena, Isztambul Játékvezető: Damir Skomina (szlovén) |

| 2016. december 6. 20:45 |

| Dinamo Kijiv                                                                                   | 6–0               | Beşiktaş JK |
| ---------------------------------------------------------------------------------------------- | ----------------- | ----------- |
| Beszegyin 9' Jarmolenko 30' (11-esből) Bujalszkij 32' González 45+3' Szidorcsuk 60' Moraes 77' | (4–0) Jegyzőkönyv |             |

| Játékvezető: Craig Thomson (skót) |

| 2016. december 6. 20:45 |

| Benfica     | 1–2               | SSC Napoli               |
| ----------- | ----------------- | ------------------------ |
| Jiménez 87' | (0–0) Jegyzőkönyv | Callejón 60' Mertens 79' |

| Estádio da Luz, Lisszabon Játékvezető: Antonio Mateu Lahoz (spanyol) |

### C csoport
| Hely. | Csapat                   | M | Gy | D | V | G+ | G– | Gk  | P  | Továbbjutás                             |
| ----- | ------------------------ | - | -- | - | - | -- | -- | --- | -- | --------------------------------------- |
| 1.    | FC Barcelona             | 6 | 5  | 0 | 1 | 20 | 4  | +16 | 15 | Továbbjut az egyenes kieséses szakaszba |
| 2.    | Manchester City          | 6 | 2  | 3 | 1 | 12 | 10 | +2  | 9  | Továbbjut az egyenes kieséses szakaszba |
| 3.    | Borussia Mönchengladbach | 6 | 1  | 2 | 3 | 5  | 12 | −7  | 5  | Átkerül az Európa-ligába                |
| 4.    | Celtic                   | 6 | 0  | 3 | 3 | 5  | 16 | −11 | 3  |                                         |

| 2016. szeptember 13. 20:45 |

| FC Barcelona                                           | 7–0               | Celtic |
| ------------------------------------------------------ | ----------------- | ------ |
| Messi 3' 27' 60' Neymar 50' Iniesta 59' Suárez 75' 88' | (2–0) Jegyzőkönyv |        |

| Camp Nou, Barcelona Játékvezető: Ovidiu Hațegan (román) |

| 2016. szeptember 14. 20:45 |

| Manchester City                              | 4–0               | Borussia Mönchengladbach |
| -------------------------------------------- | ----------------- | ------------------------ |
| Agüero 9' 28' (11-esből) 77' Iheanacho 90+1' | (2–0) Jegyzőkönyv |                          |

| Etihad Stadion, Manchester Játékvezető: Björn Kuipers (holland) |

| 2016. szeptember 28. 20:45 |

| Borussia Mönchengladbach | 1–2               | FC Barcelona        |
| ------------------------ | ----------------- | ------------------- |
| Hazard 34'               | (1–0) Jegyzőkönyv | Turan 65' Piqué 74' |

| Borussia-Park Stadion, Mönchengladbach Játékvezető: Damir Skomina (szlovén) |

| 2016. szeptember 28. 20:45 |

| Celtic                              | 3–3               | Manchester City                         |
| ----------------------------------- | ----------------- | --------------------------------------- |
| Dembélé 3' 47' Sterling 20' (öngól) | (2–2) Jegyzőkönyv | Fernandinho 12' Sterling 28' Nolito 55' |

| Celtic Park, Glasgow Játékvezető: Nicola Rizzoli (olasz) |

| 2016. október 19. 20:45 |

| Celtic | 0–2               | Borussia Mönchengladbach |
| ------ | ----------------- | ------------------------ |
|        | (0–0) Jegyzőkönyv | Stindl 57' Hahn 77'      |

| Celtic Park, Glasgow Játékvezető: Anasztásziosz Szidirópulosz (görög) |

| 2016. október 19. 20:45 |

| FC Barcelona                 | 4–0               | Manchester City |
| ---------------------------- | ----------------- | --------------- |
| Messi 17' 61' 69' Neymar 89' | (1–0) Jegyzőkönyv |                 |

| Camp Nou, Barcelona Játékvezető: Milorad Mažić (szerb) |

| 2016. november 1. 20:45 |

| Borussia Mönchengladbach | 1–1               | Celtic                 |
| ------------------------ | ----------------- | ---------------------- |
| Stindl 32'               | (1–0) Jegyzőkönyv | Dembélé 76' (11-esből) |

| Borussia-Park Stadion, Mönchengladbach Játékvezető: Manuel De Sousa (portugál) |

| 2016. november 1. 20:45 |

| Manchester City                | 3–1               | FC Barcelona |
| ------------------------------ | ----------------- | ------------ |
| Gündoğan 39' 74' De Bruyne 51' | (1–1) Jegyzőkönyv | Messi 21'    |

| Etihad Stadion, Manchester Játékvezető: Kassai Viktor (magyar) |

| 2016. november 23. 20:45 |

| Celtic | 0–2               | FC Barcelona             |
| ------ | ----------------- | ------------------------ |
|        | (0–1) Jegyzőkönyv | Messi 24' 56' (11-esből) |

| Celtic Park, Glasgow Játékvezető: Daniele Orsato (olasz) |

| 2016. november 23. 20:45 |

| Borussia Mönchengladbach | 1–1               | Manchester City             |
| ------------------------ | ----------------- | --------------------------- |
| Raffael 23' Stindl 51′   | (1–1) Jegyzőkönyv | Silva 45+1' Fernandinho 63′ |

| Borussia-Park Stadion, Mönchengladbach Játékvezető: Cüneyt Çakır (török) |

| 2016. december 6. 20:45 |

| FC Barcelona                | 4–0               | Borussia Mönchengladbach |
| --------------------------- | ----------------- | ------------------------ |
| Messi 16' Turan 50' 53' 67' | (1–0) Jegyzőkönyv |                          |

| Camp Nou, Barcelona Játékvezető: Szergej Karaszjov (orosz) |

| 2016. december 6. 20:45 |

| Manchester City | 1–1               | Celtic     |
| --------------- | ----------------- | ---------- |
| Iheanacho 8'    | (1–1) Jegyzőkönyv | Roberts 4' |

| Etihad Stadion, Manchester Játékvezető: Slavko Vinčić (szlovén) |

### D csoport
| Hely. | Csapat             | M | Gy | D | V | G+ | G– | Gk | P  | Továbbjutás                             |
| ----- | ------------------ | - | -- | - | - | -- | -- | -- | -- | --------------------------------------- |
| 1.    | Atlético de Madrid | 6 | 5  | 0 | 1 | 7  | 2  | +5 | 15 | Továbbjut az egyenes kieséses szakaszba |
| 2.    | Bayern München     | 6 | 4  | 0 | 2 | 14 | 6  | +8 | 12 | Továbbjut az egyenes kieséses szakaszba |
| 3.    | FK Rosztov         | 6 | 1  | 2 | 3 | 6  | 12 | −6 | 5  | Átkerül az Európa-ligába                |
| 4.    | PSV Eindhoven      | 6 | 0  | 2 | 4 | 4  | 11 | −7 | 2  |                                         |

| 2016. szeptember 13. 20:45 |

| Bayern München                                                     | 5–0               | FK Rosztov |
| ------------------------------------------------------------------ | ----------------- | ---------- |
| Lewandowski 28' (11-esből) Müller 45+2' Kimmich 53' 60' Bernat 90' | (2–0) Jegyzőkönyv |            |

| Allianz Arena, München Játékvezető: Anthony Taylor (angol) |

| 2016. szeptember 13. 20:45 |

| PSV Eindhoven | 0–1               | Atlético de Madrid |
| ------------- | ----------------- | ------------------ |
|               | (0–1) Jegyzőkönyv | Ñíguez 43'         |

| Philips Stadion, Eindhoven Játékvezető: Martin Atkinson (angol) |

| 2016. szeptember 28. 20:45 |

| Atlético de Madrid | 1–0               | Bayern München |
| ------------------ | ----------------- | -------------- |
| Carrasco 35'       | (1–0) Jegyzőkönyv |                |

| Vicente Calderón Stadion, Madrid Játékvezető: Szymon Marciniak (lengyel) |

| 2016. szeptember 28. 20:45 |

| FK Rosztov   | 2–2               | PSV Eindhoven             |
| ------------ | ----------------- | ------------------------- |
| Poloz 8' 37' | (2–2) Jegyzőkönyv | Pröpper 14' de Jong 45+1' |

| Olimp-2 Stadion, Rosztov-na-Donu Játékvezető: Clément Turpin (francia) |

| 2016. október 19. 20:45 |

| FK Rosztov | 0–1               | Atlético de Madrid |
| ---------- | ----------------- | ------------------ |
|            | (0–0) Jegyzőkönyv | Carrasco 62'       |

| Olimp-2 Stadion, Rosztov-na-Donu Játékvezető: Daniele Orsato (olasz) |

| 2016. október 19. 20:45 |

| Bayern München                                    | 4–1               | PSV Eindhoven |
| ------------------------------------------------- | ----------------- | ------------- |
| Müller 13' Kimmich 21' Lewandowski 59' Robben 84' | (2–1) Jegyzőkönyv | Narsingh 41'  |

| Allianz Arena, München Játékvezető: William Collum (skót) |

| 2016. november 1. 20:45 |

| Atlético de Madrid  | 2–1               | FK Rosztov |
| ------------------- | ----------------- | ---------- |
| Griezmann 28' 90+3' | (1–1) Jegyzőkönyv | Azmun 30'  |

| Vicente Calderón Stadion, Madrid Játékvezető: Craig Thomson (skót) |

| 2016. november 1. 20:45 |

| PSV Eindhoven | 1–2               | Bayern München                 |
| ------------- | ----------------- | ------------------------------ |
| Arias 14'     | (1–1) Jegyzőkönyv | Lewandowski 34' (11-esből) 74' |

| Philips Stadion, Eindhoven Játékvezető: Gianluca Rocchi (olasz) |

| 2016. november 23. 18:00 |

| FK Rosztov                               | 3–2               | Bayern München       |
| ---------------------------------------- | ----------------- | -------------------- |
| Azmun 44' Poloz 50' (11-esből) Noboa 67' | (1–1) Jegyzőkönyv | Costa 35' Bernat 52' |

| Olimp-2 Stadion, Rosztov-na-Donu Játékvezető: Artur Soares Dias (portugál) |

| 2016. november 23. 20:45 |

| Atlético de Madrid        | 2–0               | PSV Eindhoven |
| ------------------------- | ----------------- | ------------- |
| Gameiro 55' Griezmann 66' | (0–0) Jegyzőkönyv |               |

| Vicente Calderón Stadion, Madrid Játékvezető: Alekszej Kulbakov (fehérorosz) |

| 2016. december 6. 20:45 |

| Bayern München  | 1–0               | Atlético de Madrid |
| --------------- | ----------------- | ------------------ |
| Lewandowski 28' | (1–0) Jegyzőkönyv |                    |

| Allianz Arena, München Játékvezető: Clément Turpin (francia) |

| 2016. december 6. 20:45 |

| PSV Eindhoven | 0–0         | FK Rosztov |
| ------------- | ----------- | ---------- |
|               | Jegyzőkönyv |            |

| Philips Stadion, Eindhoven Játékvezető: Deniz Aytekin (német) |

### E csoport
| Hely. | Csapat            | M | Gy | D | V | G+ | G– | Gk | P  | Továbbjutás                             |
| ----- | ----------------- | - | -- | - | - | -- | -- | -- | -- | --------------------------------------- |
| 1.    | AS Monaco         | 6 | 3  | 2 | 1 | 9  | 7  | +2 | 11 | Továbbjut az egyenes kieséses szakaszba |
| 2.    | Bayer Leverkusen  | 6 | 2  | 4 | 0 | 8  | 4  | +4 | 10 | Továbbjut az egyenes kieséses szakaszba |
| 3.    | Tottenham Hotspur | 6 | 2  | 1 | 3 | 6  | 6  | 0  | 7  | Átkerül az Európa-ligába                |
| 4.    | CSZKA Moszkva     | 5 | 0  | 3 | 2 | 4  | 8  | −4 | 3  |                                         |

| 2016. szeptember 14. 20:45 |

| Bayer Leverkusen          | 2–2               | CSZKA Moszkva             |
| ------------------------- | ----------------- | ------------------------- |
| Mehmedi 9' Çalhanoğlu 15' | (2–2) Jegyzőkönyv | Dzagojev 36' Eremenko 38' |

| BayArena, Leverkusen Játékvezető: Daniele Orsato (olasz) |

| 2016. szeptember 14. 20:45 |

| Tottenham Hotspur | 1–2               | AS Monaco           |
| ----------------- | ----------------- | ------------------- |
| Alderweireld 45'  | (1–2) Jegyzőkönyv | Silva 15' Lemar 31' |

| White Hart Lane, London Játékvezető: Gianluca Rocchi (olasz) |

| 2016. szeptember 27. 20:45 |

| AS Monaco  | 1–1               | Bayer Leverkusen |
| ---------- | ----------------- | ---------------- |
| Glik 90+4' | (0–0) Jegyzőkönyv | Chicharito 74'   |

| II. Lajos Stadion, Monaco Játékvezető: David Fernández Borbalán (spanyol) |

| 2016. szeptember 27. 20:45 |

| CSZKA Moszkva | 0–1               | Tottenham Hotspur |
| ------------- | ----------------- | ----------------- |
|               | (0–0) Jegyzőkönyv | Szon 71'          |

| Grigorij Fedotov Stadion, Moszkva Játékvezető: Antonio Mateu Lahoz (spanyol) |

| 2016. október 18. 20:45 |

| CSZKA Moszkva | 1–1               | AS Monaco |
| ------------- | ----------------- | --------- |
| Traoré 34'    | (1–0) Jegyzőkönyv | Silva 87' |

| Grigorij Fedotov Stadion, Moszkva Játékvezető: Martin Strömbergsson (svéd) |

| 2016. október 18. 20:45 |

| Bayer Leverkusen | 0–0         | Tottenham Hotspur |
| ---------------- | ----------- | ----------------- |
|                  | Jegyzőkönyv |                   |

| BayArena, Leverkusen Játékvezető: Cüneyt Çakır (török) |

| 2016. november 2. 20:45 |

| AS Monaco                  | 3–0               | CSZKA Moszkva |
| -------------------------- | ----------------- | ------------- |
| Germain 13' Falcao 29' 41' | (3–0) Jegyzőkönyv |               |

| II. Lajos Stadion, Monaco Játékvezető: Matej Jug (szlovén) |

| 2016. november 2. 20:45 |

| Tottenham Hotspur | 0–1               | Bayer Leverkusen |
| ----------------- | ----------------- | ---------------- |
|                   | (0–0) Jegyzőkönyv | Kampl 65'        |

| White Hart Lane, London Játékvezető: Jonas Eriksson (svéd) |

| 2016. november 22. 18:00 |

| CSZKA Moszkva         | 1–1               | Bayer Leverkusen |
| --------------------- | ----------------- | ---------------- |
| Natcho 76' (11-esből) | (0–1) Jegyzőkönyv | Volland 16'      |

| Grigorij Fedotov Stadion, Moszkva Játékvezető: Alberto Undiano Mallenco (spanyol) |

| 2016. november 22. 20:45 |

| AS Monaco            | 2–1               | Tottenham Hotspur   |
| -------------------- | ----------------- | ------------------- |
| Sidibé 48' Lemar 53' | (1–0) Jegyzőkönyv | Kane 52' (11-esből) |

| II. Lajos Stadion, Monaco Játékvezető: Björn Kuipers (holland) |

| 2016. december 7. 20:45 |

| Bayer Leverkusen                                | 3–0               | AS Monaco |
| ----------------------------------------------- | ----------------- | --------- |
| Jurcsenko 30' Brandt 48' De Sanctis 82' (öngól) | (1–0) Jegyzőkönyv |           |

| BayArena, Leverkusen Játékvezető: Gediminas Mažeika (litván) |

| 2016. december 7. 20:45 |

| Tottenham Hotspur                         | 3–1               | CSZKA Moszkva |
| ----------------------------------------- | ----------------- | ------------- |
| Alli 38' Kane 45+2' Akinfejev 77' (öngól) | (2–1) Jegyzőkönyv | Dzagojev 33'  |

| White Hart Lane, London Játékvezető: Nicola Rizzoli (olasz) |

### F csoport
| Hely. | Csapat            | M | Gy | D | V | G+ | G– | Gk  | P  | Továbbjutás                             |
| ----- | ----------------- | - | -- | - | - | -- | -- | --- | -- | --------------------------------------- |
| 1.    | Borussia Dortmund | 6 | 4  | 2 | 0 | 21 | 9  | +12 | 14 | Továbbjut az egyenes kieséses szakaszba |
| 2.    | Real Madrid       | 6 | 3  | 3 | 0 | 16 | 10 | +6  | 12 | Továbbjut az egyenes kieséses szakaszba |
| 3.    | Legia Warszawa    | 6 | 1  | 1 | 4 | 9  | 24 | −15 | 4  | Átkerül az Európa-ligába                |
| 4.    | Sporting CP       | 6 | 1  | 0 | 5 | 5  | 8  | −3  | 3  |                                         |

| 2016. szeptember 14. 20:45 |

| Real Madrid              | 2–1               | Sporting CP |
| ------------------------ | ----------------- | ----------- |
| Ronaldo 89' Morata 90+4' | (0–0) Jegyzőkönyv | César 48'   |

| Santiago Bernabéu, Madrid Játékvezető: Paolo Tagliavento (olasz) |

| 2016. szeptember 14. 20:45 |

| Legia Warszawa | 0–6               | Borussia Dortmund                                                                |
| -------------- | ----------------- | -------------------------------------------------------------------------------- |
|                | (0–3) Jegyzőkönyv | Götze 7' Papastathopoulos 15' Bartra 17' Guerreiro 51' Castro 76' Aubameyang 87' |

| Lengyel Hadsereg Stadion, Varsó Játékvezető: Szergej Karaszjov (orosz) |

| 2016. szeptember 27. 20:45 |

| Borussia Dortmund           | 2–2               | Real Madrid            |
| --------------------------- | ----------------- | ---------------------- |
| Aubameyang 43' Schürrle 87' | (1–1) Jegyzőkönyv | Ronaldo 17' Varane 68' |

| Westfalenstadion, Dortmund Játékvezető: Mark Clattenburg (angol) |

| 2016. szeptember 27. 20:45 |

| Sporting CP       | 2–0               | Legia Warszawa |
| ----------------- | ----------------- | -------------- |
| Ruiz 28' Dost 37' | (2–0) Jegyzőkönyv |                |

| Estádio José Alvalade, Lisszabon Játékvezető: Michael Oliver (angol) |

| 2016. október 18. 20:45 |

| Sporting CP | 1–2               | Borussia Dortmund       |
| ----------- | ----------------- | ----------------------- |
| César 67'   | (0–2) Jegyzőkönyv | Aubameyang 9' Weigl 43' |

| Estádio José Alvalade, Lisszabon Játékvezető: Damir Skomina (szlovén) |

| 2016. október 18. 20:45 |

| Real Madrid                                                       | 5–1               | Legia Warszawa         |
| ----------------------------------------------------------------- | ----------------- | ---------------------- |
| Bale 16' Jodłowiec 20' (öngól) Asensio 37' Vázquez 68' Morata 84' | (3–1) Jegyzőkönyv | Radović 22' (11-esből) |

| Santiago Bernabéu, Madrid Játékvezető: Ruddy Buquet (francia) |

| 2016. november 2. 20:45 |

| Borussia Dortmund | 1–0               | Sporting CP |
| ----------------- | ----------------- | ----------- |
| Ramos 12'         | (1–0) Jegyzőkönyv |             |

| Westfalenstadion, Dortmund Játékvezető: Danny Makkelie (holland) |

| 2016. november 2. 20:45 |

| Legia Warszawa                     | 3–3               | Real Madrid                     |
| ---------------------------------- | ----------------- | ------------------------------- |
| Odjidja 40' Radović 58' Moulin 83' | (1–2) Jegyzőkönyv | Bale 1' Benzema 35' Kovačić 85' |

| Lengyel Hadsereg Stadion, Varsó Játékvezető: Pavel Královec (cseh) |

| 2016. november 22. 20:45 |

| Sporting CP                      | 1–2               | Real Madrid            |
| -------------------------------- | ----------------- | ---------------------- |
| Pereira 64′ Silva 80' (11-esből) | (0–1) Jegyzőkönyv | Varane 29' Benzema 87' |

| Estádio José Alvalade, Lisszabon Játékvezető: William Collum (skót) |

| 2016. november 22. 20:45 |

| Borussia Dortmund                                                                       | 8–4               | Legia Warszawa                               |
| --------------------------------------------------------------------------------------- | ----------------- | -------------------------------------------- |
| Kagava 17' 18' Şahin 20' Dembélé 29' Reus 32' 52' Passlack 81' Rzeźniczak 90+2' (öngól) | (5–2) Jegyzőkönyv | Prijović 10' 24' Kucharczyk 57' Nikolics 83' |

| Westfalenstadion, Dortmund Játékvezető: Martin Strömbergsson (svéd) |

| 2016. december 7. 20:45 |

| Real Madrid     | 2–2               | Borussia Dortmund       |
| --------------- | ----------------- | ----------------------- |
| Benzema 28' 53' | (1–0) Jegyzőkönyv | Aubameyang 60' Reus 88' |

| Santiago Bernabéu, Madrid Játékvezető: Szymon Marciniak (lengyel) |

| 2016. december 7. 20:45 |

| Legia Warszawa | 1–0               | Sporting CP  |
| -------------- | ----------------- | ------------ |
| Guilherme 30'  | (1–0) Jegyzőkönyv | Carvalho 85′ |

| Lengyel Hadsereg Stadion, Varsó Játékvezető: Gianluca Rocchi (olasz) |

### G csoport
| Hely. | Csapat         | M | Gy | D | V | G+ | G– | Gk  | P  | Továbbjutás                             |
| ----- | -------------- | - | -- | - | - | -- | -- | --- | -- | --------------------------------------- |
| 1.    | Leicester City | 6 | 4  | 1 | 1 | 7  | 6  | +1  | 13 | Továbbjut az egyenes kieséses szakaszba |
| 2.    | FC Porto       | 6 | 3  | 2 | 1 | 9  | 3  | +6  | 11 | Továbbjut az egyenes kieséses szakaszba |
| 3.    | FC København   | 6 | 2  | 3 | 1 | 7  | 2  | +5  | 9  | Átkerül az Európa-ligába                |
| 4.    | Club Brugge    | 6 | 0  | 0 | 6 | 2  | 14 | −12 | 0  |                                         |

| 2016. szeptember 14. 20:45 |

| Club Brugge | 0–3               | Leicester City                          |
| ----------- | ----------------- | --------------------------------------- |
|             | (0–2) Jegyzőkönyv | Albrighton 5' Mahrez 29' 61' (11-esből) |

| Jan Breydel Stadion, Brugge Játékvezető: Tászosz Szidiropulósz (görög) |

| 2016. szeptember 14. 20:45 |

| FC Porto   | 1–1               | FC København  |
| ---------- | ----------------- | ------------- |
| Otávio 13' | (1–0) Jegyzőkönyv | Cornelius 52' |

| Estádio do Dragão, Porto Játékvezető: Matej Jug (szlovén) |

| 2016. szeptember 27. 20:45 |

| FC København                                                  | 4–0               | Club Brugge |
| ------------------------------------------------------------- | ----------------- | ----------- |
| Denswil 53' (öngól) Delaney 64' Santander 69' Jørgensen 90+2' | (0–0) Jegyzőkönyv |             |

| Parken Stadion, Koppenhága Játékvezető: Craig Thomson (skót) |

| 2016. szeptember 27. 20:45 |

| Leicester City | 1–0               | FC Porto |
| -------------- | ----------------- | -------- |
| Szlimani 25'   | (1–0) Jegyzőkönyv |          |

| King Power Stadion, Leicester Játékvezető: Cüneyt Çakır (török) |

| 2016. október 18. 20:45 |

| Leicester City | 1–0               | FC København |
| -------------- | ----------------- | ------------ |
| Mahrez 40'     | (1–0) Jegyzőkönyv |              |

| King Power Stadion, Leicester Játékvezető: Nicola Rizzoli (olasz) |

| 2016. október 18. 20:45 |

| Club Brugge | 1–2               | FC Porto                         |
| ----------- | ----------------- | -------------------------------- |
| Vossen 12'  | (1–0) Jegyzőkönyv | Layún 68' Silva 90+3' (11-esből) |

| Jan Breydel Stadion, Brugge Játékvezető: Paolo Tagliavento (olasz) |

| 2016. november 2. 20:45 |

| FC København | 0–0         | Leicester City |
| ------------ | ----------- | -------------- |
|              | Jegyzőkönyv |                |

| Parken Stadion, Koppenhága Játékvezető: Felix Brych (német) |

| 2016. november 2. 20:45 |

| FC Porto  | 1–0               | Club Brugge |
| --------- | ----------------- | ----------- |
| Silva 37' | (1–0) Jegyzőkönyv |             |

| Estádio do Dragão, Porto Játékvezető: Alberto Undiano Mallenco (spanyol) |

| 2016. november 22. 20:45 |

| Leicester City                   | 2–1               | Club Brugge   |
| -------------------------------- | ----------------- | ------------- |
| Okazaki 5' Mahrez 30' (11-esből) | (2–0) Jegyzőkönyv | Izquierdo 52' |

| King Power Stadion, Leicester Játékvezető: Ruddy Buquet (francia) |

| 2016. november 22. 20:45 |

| FC København | 0–0         | FC Porto |
| ------------ | ----------- | -------- |
|              | Jegyzőkönyv |          |

| Parken Stadion, Koppenhága Játékvezető: Milorad Mažić (szerb) |

| 2016. december 7. 20:45 |

| Club Brugge | 0–2               | FC København                     |
| ----------- | ----------------- | -------------------------------- |
|             | (0–2) Jegyzőkönyv | Mechele 8' (öngól) Jørgensen 15' |

| Jan Breydel Stadion, Brugge Játékvezető: Michael Oliver (angol) |

| 2016. december 7. 20:45 |

| FC Porto                                     | 5–0               | Leicester City |
| -------------------------------------------- | ----------------- | -------------- |
| Silva 6' 64' Corona 26' Brahimi 44' Jota 77' | (3–0) Jegyzőkönyv |                |

| Estádio do Dragão, Porto Játékvezető: Felix Zwayer (német) |

### H csoport
| Hely. | Csapat             | M | Gy | D | V | G+ | G– | Gk  | P  | Továbbjutás                             |
| ----- | ------------------ | - | -- | - | - | -- | -- | --- | -- | --------------------------------------- |
| 1.    | Juventus           | 6 | 4  | 2 | 0 | 11 | 2  | +9  | 14 | Továbbjut az egyenes kieséses szakaszba |
| 2.    | Sevilla FC         | 6 | 3  | 2 | 1 | 7  | 3  | +4  | 11 | Továbbjut az egyenes kieséses szakaszba |
| 3.    | Olympique Lyonnais | 6 | 2  | 2 | 2 | 5  | 3  | +2  | 8  | Átkerül az Európa-ligába                |
| 4.    | Dinamo Zagreb      | 6 | 0  | 0 | 6 | 0  | 15 | −15 | 0  |                                         |

| 2016. szeptember 14. 20:45 |

| Olympique Lyonnais               | 3–0               | Dinamo Zagreb |
| -------------------------------- | ----------------- | ------------- |
| Tolisso 13' Ferri 49' Cornet 57' | (1–0) Jegyzőkönyv |               |

| Stade de Gerland, Lyon Játékvezető: Martin Strömbergsson (svéd) |

| 2016. szeptember 14. 20:45 |

| Juventus | 0–0         | Sevilla FC |
| -------- | ----------- | ---------- |
|          | Jegyzőkönyv |            |

| Juventus Stadion, Torino Játékvezető: Deniz Aytekin (német) |

| 2016. szeptember 27. 20:45 |

| Sevilla FC     | 1–0               | Olympique Lyonnais |
| -------------- | ----------------- | ------------------ |
| Ben Yedder 53' | (0–0) Jegyzőkönyv |                    |

| Estadio Ramón Sánchez Pizjuán, Sevilla Játékvezető: Bas Nijhuis (holland) |

| 2016. szeptember 27. 20:45 |

| Dinamo Zagreb | 0–4               | Juventus                                         |
| ------------- | ----------------- | ------------------------------------------------ |
|               | (0–2) Jegyzőkönyv | Pjanić 24' Higuaín 31' Dybala 57' Dani Alves 85' |

| Maksimir Stadion, Zágráb Játékvezető: Manuel De Sousa (portugál) |

| 2016. október 18. 20:45 |

| Dinamo Zagreb | 0–1               | Sevilla FC |
| ------------- | ----------------- | ---------- |
|               | (0–1) Jegyzőkönyv | Nasri 37'  |

| Maksimir Stadion, Zágráb Játékvezető: Michael Oliver (angol) |

| 2016. október 18. 20:45 |

| Olympique Lyonnais | 0–1               | Juventus     |
| ------------------ | ----------------- | ------------ |
|                    | (0–0) Jegyzőkönyv | Cuadrado 76' |

| Stade de Gerland, Lyon Játékvezető: Szymon Marciniak (lengyel) |

| 2016. november 2. 20:45 |

| Sevilla FC                                         | 4–0               | Dinamo Zagreb |
| -------------------------------------------------- | ----------------- | ------------- |
| Vietto 31' Escudero 66' N'Zonzi 80' Ben Yedder 87' | (1–0) Jegyzőkönyv |               |

| Estadio Ramón Sánchez Pizjuán, Sevilla Játékvezető: Felix Zwayer (német) |

| 2016. november 2. 20:45 |

| Juventus               | 1–1               | Olympique Lyonnais |
| ---------------------- | ----------------- | ------------------ |
| Higuaín 13' (11-esből) | (1–0) Jegyzőkönyv | Tolisso 85'        |

| Juventus Stadion, Torino Játékvezető: Björn Kuipers (holland) |

| 2016. november 22. 20:45 |

| Dinamo Zagreb | 0–1               | Olympique Lyonnais |
| ------------- | ----------------- | ------------------ |
|               | (0–0) Jegyzőkönyv | Lacazette 72'      |

| Maksimir Stadion, Zágráb Játékvezető: Pavel Královec (cseh) |

| 2016. november 22. 20:45 |

| Sevilla FC            | 1–3               | Juventus                                               |
| --------------------- | ----------------- | ------------------------------------------------------ |
| Pareja 9' Vázquez 36′ | (1–1) Jegyzőkönyv | Marchisio 45+2' (11-esből) Bonucci 84' Mandžukić 90+4' |

| Estadio Ramón Sánchez Pizjuán, Sevilla Játékvezető: Mark Clattenburg (angol) |

| 2016. december 7. 20:45 |

| Olympique Lyonnais | 0–0         | Sevilla FC |
| ------------------ | ----------- | ---------- |
|                    | Jegyzőkönyv |            |

| Stade de Gerland, Lyon Játékvezető: Jonas Eriksson (svéd) |

| 2016. december 7. 20:45 |

| Juventus               | 2–0               | Dinamo Zagreb |
| ---------------------- | ----------------- | ------------- |
| Higuaín 52' Rugani 73' | (0–0) Jegyzőkönyv |               |

| Juventus Stadion, Torino Játékvezető: Anthony Taylor (angol) |